# Pen-marc
Pen-marc (En anglès Penmark) és una vil·la rural situada al county borough de Bro Morgannwg, a Gal·les. Al sud-oest de Y Barri, el principal poble del municipi, Pen-marc està al costat de Y Rhws. Com molts pobles d'origen medieval, Pen-marc és una vil·la lineal. A la principal via que creua el poblet s'hi troba l'església parroquial.
Pen-marc es troba al costat de l'Aeroport Internacional de Cardiff.

## Castell de Pen-marc
A la vil·la s'hi troben les restes d'un castell del segle xiii. Amb vistes als 30 metres de barranc fins a arribar al Riu Waycock, al nord de l'església local, es conserven restes de la muralla del segle xiii, així com un pati exterior amb afegits del segle xvi. El fossat s'ha reomplert, però hi ha extenses bases al costat est de l'emplaçament, i a l'oest hi ha restes d'una torre de 7 metres de diàmetre amb una latrina rectangular cap al sud i diverses estructures més. Gilbert de Umfraville tenia un castell de fusta en aquest emplaçament durant el segle xii. En temps d'Eduard II d'Anglaterra Oliver de St John va obtenir el castell pel seu casament amb Elizabeth Umfraville, la petita hereva.

## Galeria

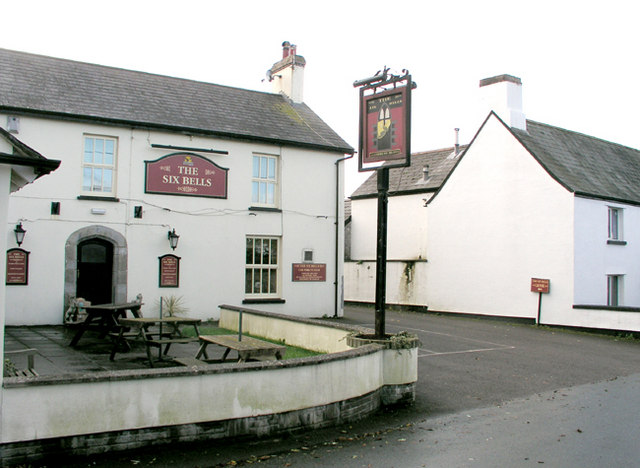
Pub Six Bells
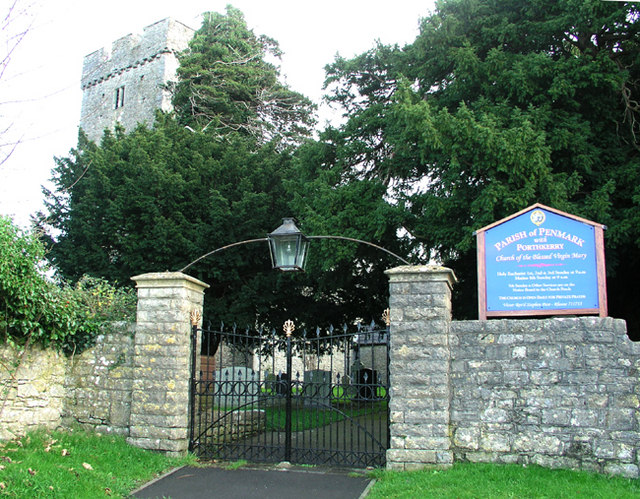
Església de Pen-marc
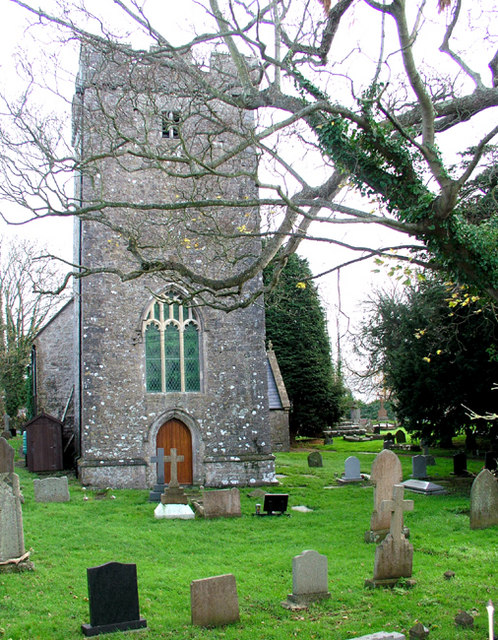
Església de Pen-marc